# Jogging
Jogging er løb i langsomt og let tempo. Hovedformålet er at øge konditionen med mindre stress end ved hurtigt løb eller konkurrencer. En af fortalerne for jogging som en del af træningen til eliteløber var løbetræneren Arthur Lydiard.